# Бах (Тіроль)
Бах (нім. Bach) —  громада округу Ройтте у землі Тіроль, Австрія.
Бах лежить на висоті 1070 м над рівнем моря і займає площу 56,9 км². Громада налічує 687 мешканців.
Густота населення 12/км².
|                              |
| Бах на мапі округу та землі. |

 Адреса управління громади: Oberbach 90, 6653 Bach (Tirol).

## Галерея

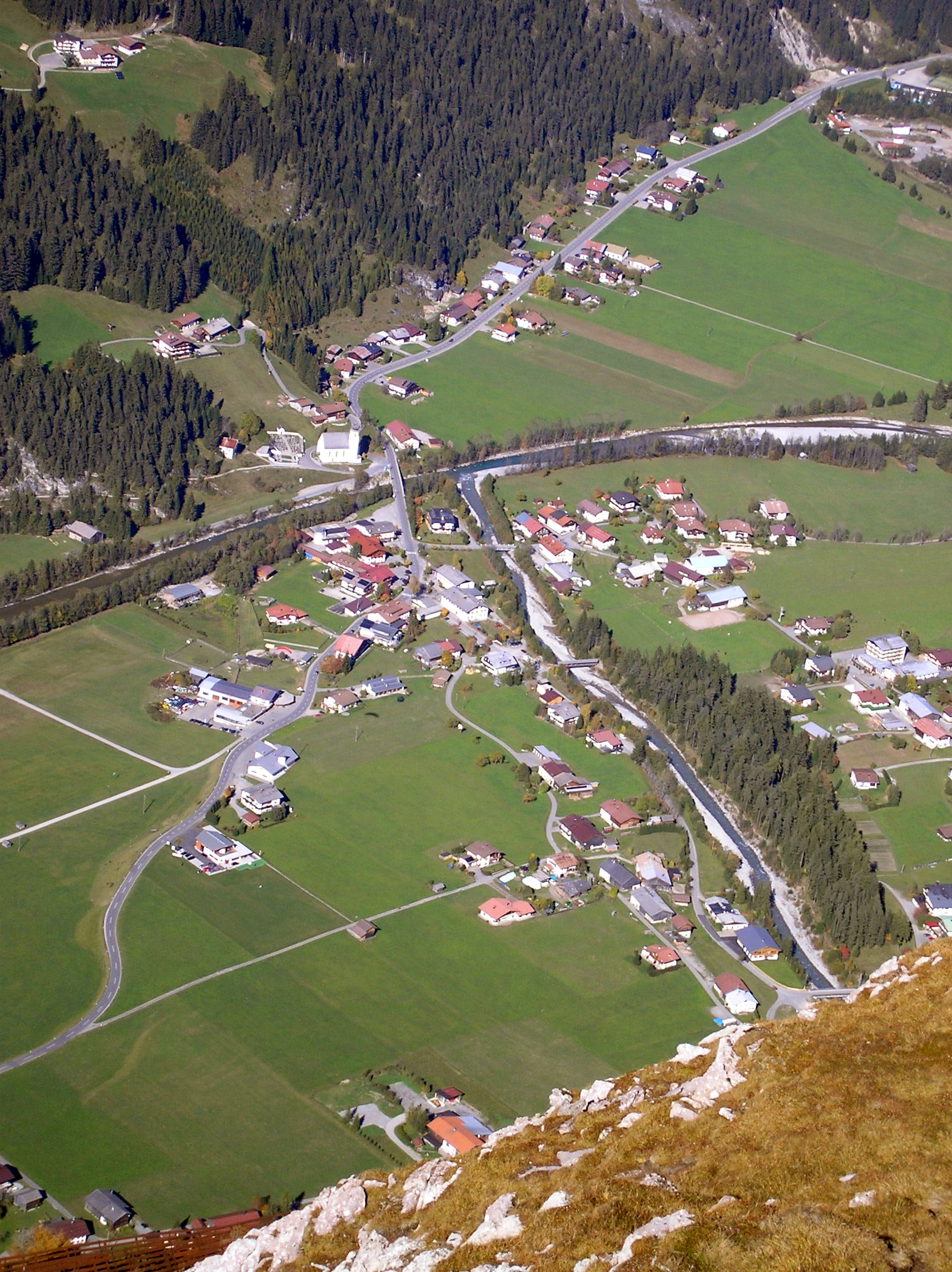
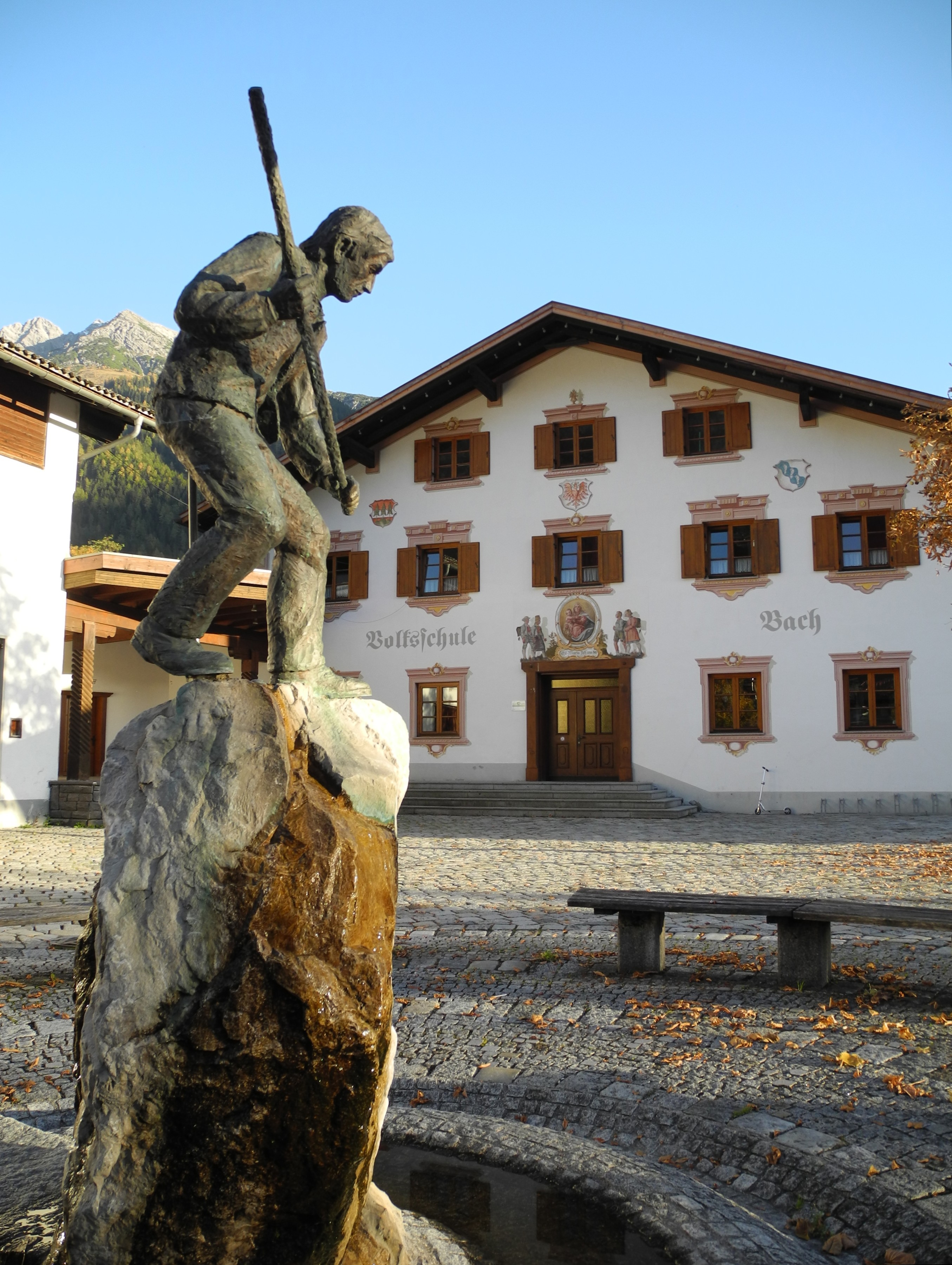
Центральна площа і школа
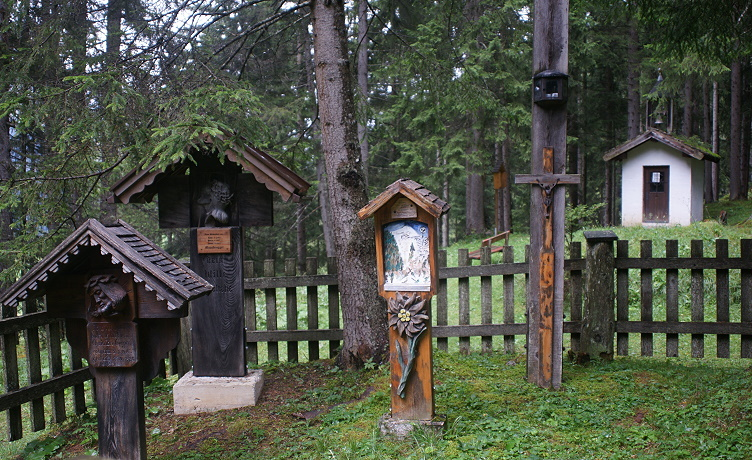
Капличка
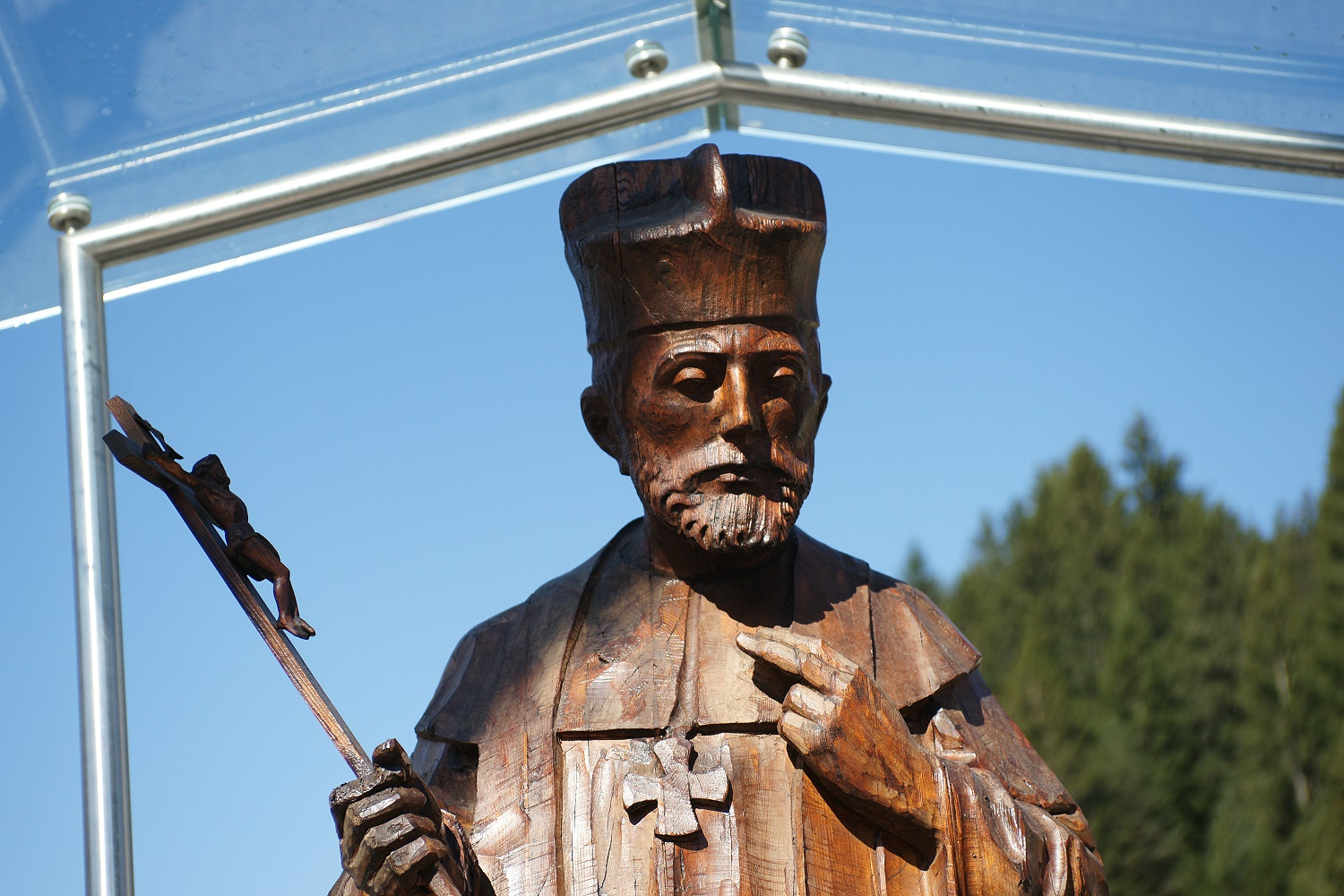
Святий Непомук
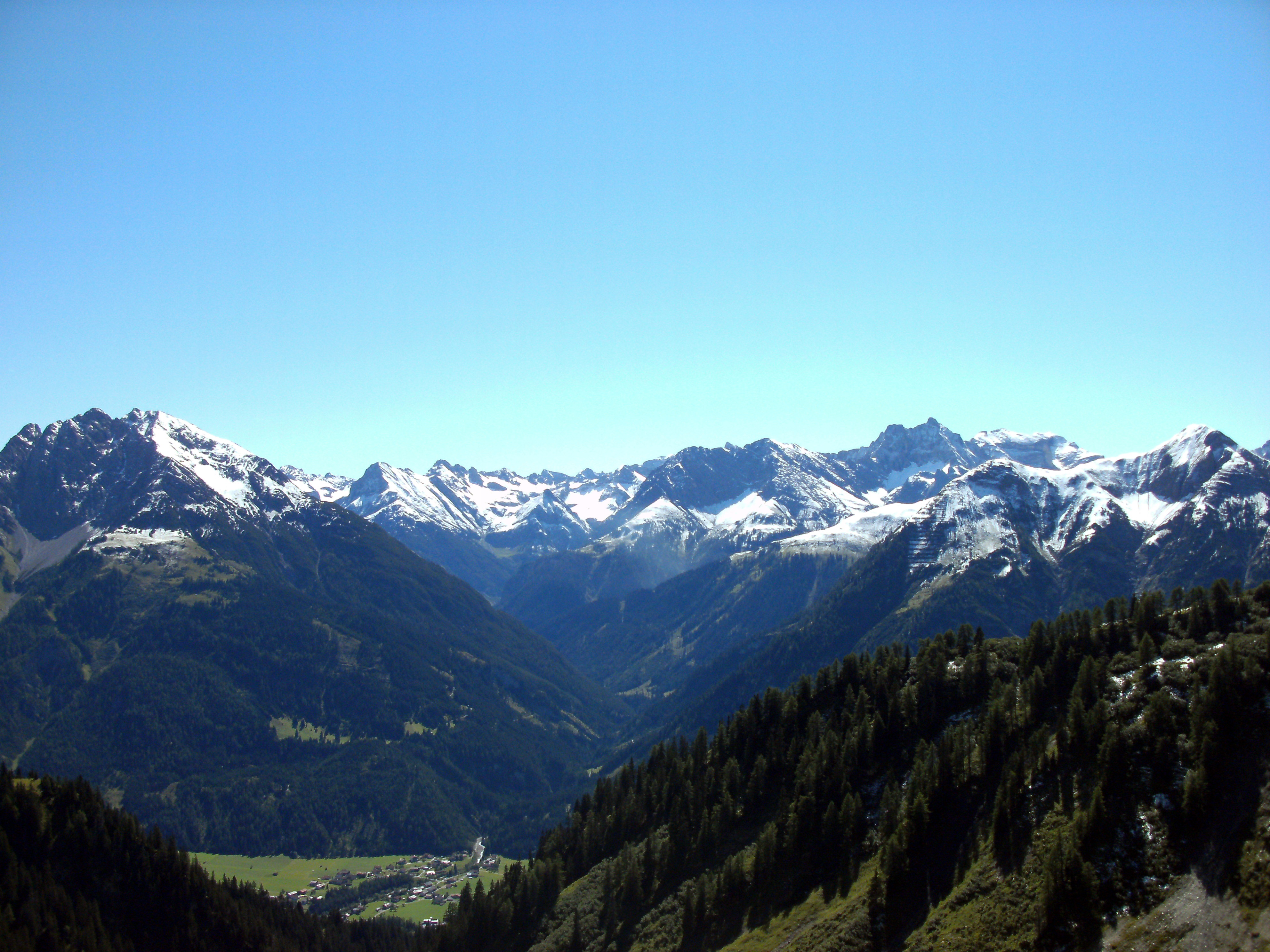
Панорама
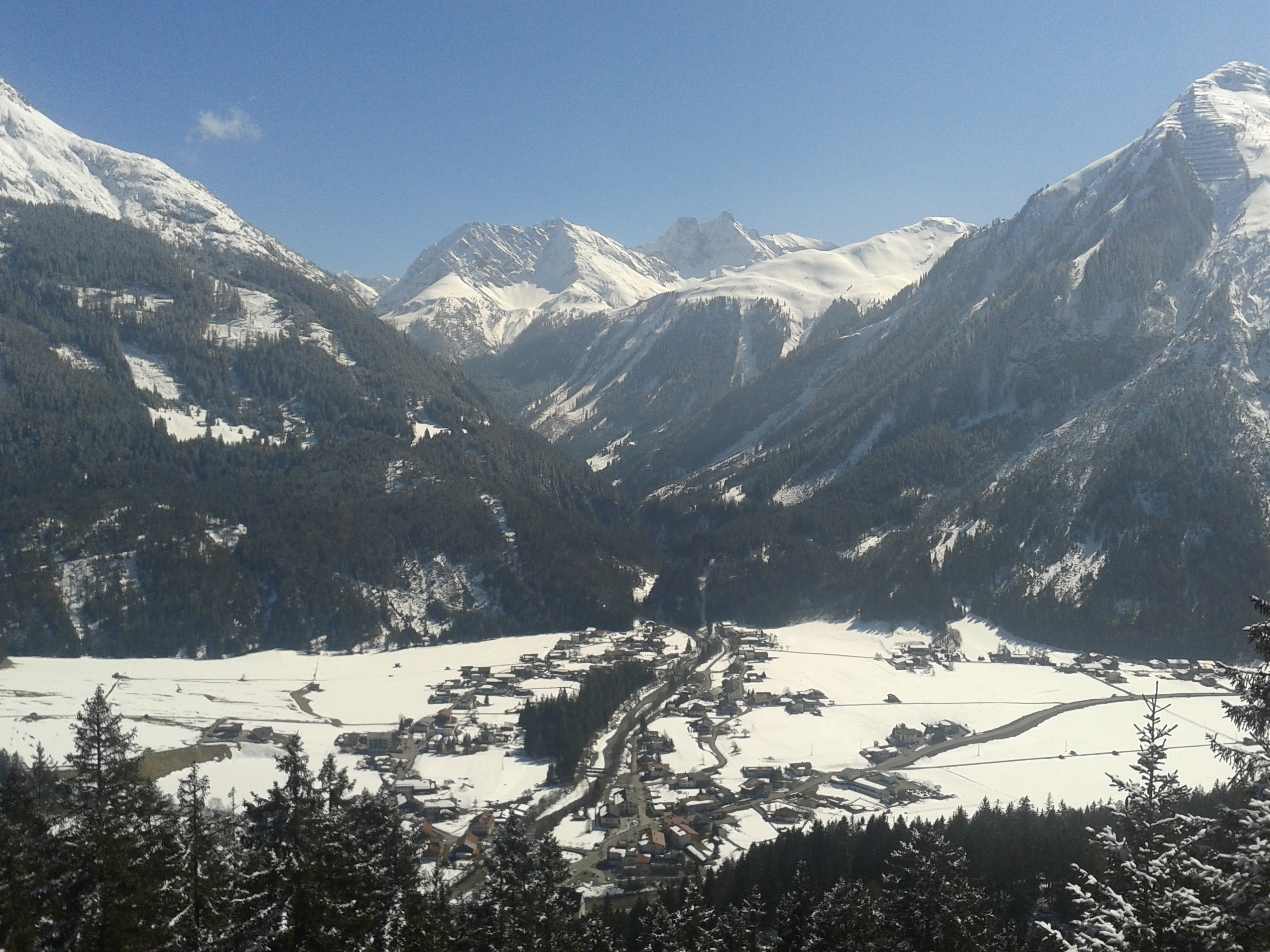
Узимку